# Eucyclops neotropicus
Eucyclops neotropicus – gatunek widłonoga z rodziny Cyclopidae, nazwa naukowa gatunku została po raz pierwszy opublikowana w 1936 roku przez niemieckiego zoologa Friedricha Kiefera.